# Django Girls
Django Girls es una organización internacional sin ánimo de lucro fundada por dos mujeres polacas, Ola Sitarska y Ola Sendecka,para inspirar a mujeres de todos los orígenes a interesarse en la tecnología y convertirse en programadoras,ofreciendo un entorno seguro y ambiente amigable.Es conocido por los talleres gratuitos que organiza para ayudar a las mujeres a aprender a programar y por su tutorial de la estructura de código abierto  Django.Cuenta con el respaldo de la Python Software Foundation, celebrando sesiones en la Python Conference, la convención anual más grande para la discusión y promoción del lenguaje de programación Python.

## Historia
El primer taller de Django Girls tuvo lugar durante EuroPython 2014, en Berlín.Ola Sitarska y Ola Sendecka decidieron utilizar Django y Python porque ambas son plataformas de código abierto que pueden ayudar a las mujeres a desarrollar sus propias ideas.Desde entonces, la iniciativa se ha extendido a nivel mundial,llegando a países como Argentina,Australia,Bolivia,Brasil,Colombia,Ecuador,Ghana,Nigeria,Reino Unido,Perú,Estados Unidos,Zimbabwey muchos otros. 

## Tutorial
El tutorial, que enseña cómo crear e implementar una aplicación tipo blog usando Django, es mantenido y actualizado por la comunidad Django Girls usando GitHub. En mayo de 2018, el tutorial de Django Girls se publicó en línea en 14 idiomas además de su versión original en inglés. Hasta mayo de 2018, más de 1.000.000 de usuarios han visitado su sitio web.

## Talleres de Django Girls
Utilizando un manual proporcionado por la organización,personas voluntarias de Django Girls ofrecen talleres gratuitos de uno o dos días en muchas ciudades del mundo, generalmente realizados durante los fines de semana.Están dirigido a principiantes y personas sin ninguna base en programación centrándose en HTML, CSS, Python y Django.En mayo de 2018, 414 ciudades en 90 paísesorganizaron talleres de Django Girls, en Acra,Atenas,Florencia,Katmandú,Lagos,Lahore,Oxford,y São José dos Campos entre otras muchas. Hasta mayo de 2018, más de 14.000 mujeres habían asistido a los talleres de Django Girls celebrados en todo el mundo. 